# Igreja do Santíssimo Sacramento da Antiga Sé
A Igreja do Santíssimo Sacramento da Antiga Sé é um templo católico de importância histórica e artística da cidade do Rio de Janeiro, no Brasil. Foi tombado pelo Iphan em 1938 com todo o seu acervo.

## História
A sua origem remonta ao século XVI, quando foi fundada a Irmandade do Santíssimo Sacramento junto à primeira Matriz da cidade, então no Morro do Castelo, que foi elevada à condição de Sé em 1680. A irmandade acompanhou a Sé em suas sucessivas mudanças para as igrejas de São José, Santa Cruz dos Militares e Nossa Senhora do Rosário. No entanto, quando a Sé se mudou para a Igreja do Carmo em 1808, a irmandade permaneceu na igreja do Rosário.
Então, considerou-se que era tempo de a irmandade possuir um templo próprio, e em 1816 o arquiteto português João da Silva Muniz foi encarregado do projeto. A capela-mor estava pronta após quatro anos, podendo receber o culto. Em 1826 foi constituída a freguesia do Santíssimo Sacramento, passando a igreja, ainda incompleta, a desempenhar o papel de Matriz. As obras se prolongaram até 1859, quando uma procissão solene transladou as antigas imagens da Sé do Morro do Castelo, depositadas na igreja do Carmo, até sua nova casa. Quatro delas ainda ornamentam os retábulos.

## Descrição
Embora construída já no período de vigência do Neoclassicismo, ainda apresenta fortes traços do Barroco-Rococó, uma tradição arraigadíssima no Brasil que o Neoclassicismo levou tempo para suplantar. A fachada é monumental, com um corpo centralizado e duas torres laterais separados por pilastras. O frontispício emoldura uma grande porta em arco pleno coroada por duas volutas truncadas. Nas laterais, dois grandes nichos com estátuas, e na base das torres, duas portas. No piso superior se abrem cinco janelas encimadas pelo típico frontão clássico triangular. Uma larga cornija separa o segundo piso do frontão superior, em forma de edícula clássica, com estátuas e pináculos. As torres sineiras são coradas por altos coruchéus piramidais e pináculos, uma adição de 1871 projetada por Francisco Joaquim Bitencourt da Silva.
O seu interior ainda está em excelente estado de conservação e possui grande harmonia de conjunto. Seu estilo é reminiscente das igrejas da segunda metade do século XVIII, com rica talha rococó adornando retábulos e outros elementos estruturais, obra de Antônio de Pádua e Castro, que também assina as imagens no retábulo-mor. Mas indicativa da influência neoclássica é o estilo das colunas, da ordem coríntia. O retábulo-mor é bastante original no contexto brasileiro, com um grande baldaquino fortemente projetado para a frente, sustentado por colunas. Ali está entronizado um grupo escultórico da Santa Ceia, ladeada por figuras alegóricas e bíblicas. A pia batismal que possui no seu batistério é a mais antiga do Rio de Janeiro.